# جاكلين سيبالوس
جاكلين سيبالوس (بالإنجليزية: Jacqueline Ceballos)‏ هي ناشِطة أمريكية، ولدت في 8 سبتمبر 1925 في مامو في الولايات المتحدة. سيبايوس هي الرئيسة السابقة لفرع نيويورك التابع للمنظمة الوطنية للمرأة وهي مؤسِّسة منظمة النسويات المتمرسات الأمريكية (Veteran Feminists of America) التي توثق تاريخ موجة النسوية الثانية وتاريخ النسويات الرائدات. تم تسجيل مناظرة سيبايوس عام 1971 حول السياسة الجنسية مع نورمان ميلر وجيرمين غرير في فيلم Town Bloody Hall الصادر عام 1979. ظهرت سيبايوس أيضًا في فيلم التاريخ النسوي «إنها جميلة عندما تكون غاضبة» (She's Beautiful When She's Angry).

## حياتها المبكرة
وُلدت سيبايوس باسم جاكلين ميكوت في مامو في ولاية لويزيانا في 8 سبتمبر 1925. كابنة لويس ميشوت وأديل دوماس، والطفل الأوسط من بين سبعة أطفال. التحقت بالمدرسة العامة في لافاييت ودرست الموسيقى في معهد جنوب غرب لويزيانا. بعد تخصصها في الصوت، انتقلت سيبايوس إلى مدينة نيويورك لمتابعة حياتها المهنية في مجال الأوبرا.
في عام 1951 تزوجت سيبايوس من رجل الأعمال الكولومبي ألفارو سيبايوس الذي أنجبت معه أربعة أطفال. بعد انتقال العائلة إلى بوغوتا، كولومبيا في عام 1958، أسست سيبايوس أول شركة أوبرا في المدينة تحت مسمى El Teatro Experimental de la Opera. خلال فترة انفصالها مع زوجها، أُعطيت سيبايوس كتاب اللغز الأنثوي للكاتب بيتي فريدان، والذي قالت لاحقًا إنه ألهمها نحو النشاط في الحركة النسوية. ساعدها زوجها في افتتاح تجارة لتصدير واستيراد الملابس في نيويورك.

## النشاط
في عام 1967، عادت سيبايوس إلى مدينة نيويورك مع أطفالها الأربعة حيث حضرت أول اجتماع للمنظمة الوطنية للمرأة (NOW). عملت في مجالس إدارة المنظمة على الصعيدين الوطني والمحلي من عام 1967 إلى عام 1973 وشكلت لجنة علاقات عامة ومكتبا للمتحدثين. شاركت في تأسيس المسرح النسوي الجديد. 
في عام 1971، شغلت سيبايوس منصب رئيس فرع المنظمة في نيويورك. ظهرت في مناظرة دار مجلس المدينة في 30 أبريل 1971 بعنوان (حوار حول تحرير المرأة مع نورمان ميلر، جيرمان جرير، ديانا تريلينج، جاكلين سيبايوس، جيل جونستون). تم تسجيل المناظرة وإصدارها كفيلم وثائقي أنتجه د. أ. بينبكر عام 1979 بعنوان Town Bloody Hall. خلال المناظرة، جادلت سيبايوس للدفاع عن قضية مفادها أن المرأة لها الحق وعليها الواجب «في أن يكون لها صوت في تغيير العالم الذي يغيرها.» غاضبة من صورة النساء في وسائل الإعلام، وصفت سيبايوس الصورة النمطية التي يرسمها الإعلام للمرأة بأن المرأة «تصل إلى هزة الجماع عندما تحصل على أرضية لامعة!»
أصبحت سيبايوس مديرة المنطقة الشرقية لمنظمة NOW في عام 1971 وشغلت منصب ممثل المنظمة في المؤتمر الوطني الديمقراطي لعام 1972. شاركت في تأسيس منتدى النساء في عام 1974 وشغلت منصب المدير التنفيذي الأول له. عملت لاحقًا كممثلة في مؤتمر الأمم المتحدة الدولي للمرأة. جنبًا إلى جنب مع العشرات من النسويات البارزات، ساعدت سيبايوس في تأسيس الحزب السياسي الوطني للنساء. في عام 1972، انضمت إلى حملة مجلة مس (Ms)، «لقد أجرينا عمليات إجهاض» والتي دعت إلى وضع حد «للقوانين المتهرئة» التي تحد من الحرية الإنجابية، وشجعت النساء على مشاركة قصصهن وأن يقمن بشيء حيال ذلك.
في عام 1970، ساعدت بيتي فريدان في تنظيم إضراب النساء من أجل المساواة. ساعدت فريدان في تنظيم مظاهرات تتحدث علنا ضد توظيف الذكور حصرا، في صحيفة نيويورك تايمز.
أصبحت سيبايوس زميلة في معهد المرأة لحرية الصحافة (WIFP) في عام 1977. والأخيرة هي منظمة أمريكية غير ربحية للنشر. تعمل المنظمة على زيادة التواصل بين النساء وربط الجمهور بأشكال من الإعلام المرتكز على المرأة.
في عام 2014، ظهرت سيبايوس في فيلم She's Beautiful When She's Angry.

## النسويات المتمرسات في أمريكا
في عام 1975 تقاعدت سيبايوس من النشاط العمومي لافتتاح عمل تجاري. افتتحت سيبايوس شركة علاقات عامة للترويج لدورات التعليم النسوي وأنشأت مكتب المتحدث باسم المواهب النسوية الجديدة. بعد ظهور معاداة الحركة النسوية في الثمانينات، أسست سيبايوس مع دوروثي سينيرتشيا وباربرا سيمان وغيرها من رواد النسويات منظمة النسويات المتمرسات في أمريكا (VFA). كان المبدأ التأسيسي للمنظمة هو الحفاظ على تاريخ الحركة النسائية في الموجة الثانية بالإضافة إلى تكريم النساء والرجال الذين كانوا رواد الحركة.

## الحياة الشخصية
منذ عام 2012، ما زالت سيبايوس تعيش في فينيكس بولاية أريزونا حيث أسست ابنتها ميشيل مجموعة للرقص والتعليم غير هادفة للربح. توفي زوجها ألفارو نتيجة مرض الزهايمر عن عمر يناهز 92 عامًا في كوكوتا، كولومبيا.[بحاجة لمصدر]